# Acétyl-coenzyme A synthétase
L'acétyl-CoA synthétase, ou acétate-CoA ligase, est une ligase qui catalyse la réaction :
acétate + ATP + coenzyme A  {\displaystyle \rightleftharpoons }  acétyl-CoA + AMP + PPi.
L'acétyl-CoA ainsi formée peut être métabolisée par le cycle de Krebs pour produire de l'énergie et du pouvoir réducteur sous forme d'ATP et de NADH+H+. Il s'agit d'une alternative à la conversion du pyruvate en acétyl-CoA par le complexe pyruvate déshydrogénase : l'enzyme agit dans la matrice mitochondriale, où les produits de sa réaction sont directement utilisables. L'acétyl-CoA peut également être utilisée pour la production d'acides gras par lipogenèse, et la synthétase contribue à ce processus en produisant l'acétyl-CoA nécessaire.
La réaction catalysée par l'acétyl-CoA synthétase se déroule en deux temps. L'AMP se lie d'abord à l'enzyme, ce qui induit un changement de la configuration du site actif qui rend la réaction possible. Un résidu de lysine essentiel à la réaction doit être présent pour permettre la liaison de la coenzyme A. Celle-ci tourne ensuite dans le site actif pour permettre la liaison covalente avec l'atome de carbone central de l'acétate. 